# Tokai Transport Service Company
Tokai Transport Service Company (東海交通事業, Tōkai Kōtsū Jigyō), ou TKJ, est une compagnie de transport de passagers qui exploite une ligne de chemin de fer dans la préfecture d'Aichi au Japon. La compagnie a également des activités dans l'exploitation des gares de la JR Central dont elle est une filiale.

## Histoire
La compagnie a été fondée le 18 février 1988.

## Ligne
La compagnie exploite une seule ligne :
| Ligne        | Nom japonais | Terminus             | Longueur (km) | Gares |
| ------------ | ------------ | -------------------- | ------------- | ----- |
| Ligne Jōhoku | 城北線       | Kachigawa - Biwajima | 11,2          | 6     |

## Matériel roulant

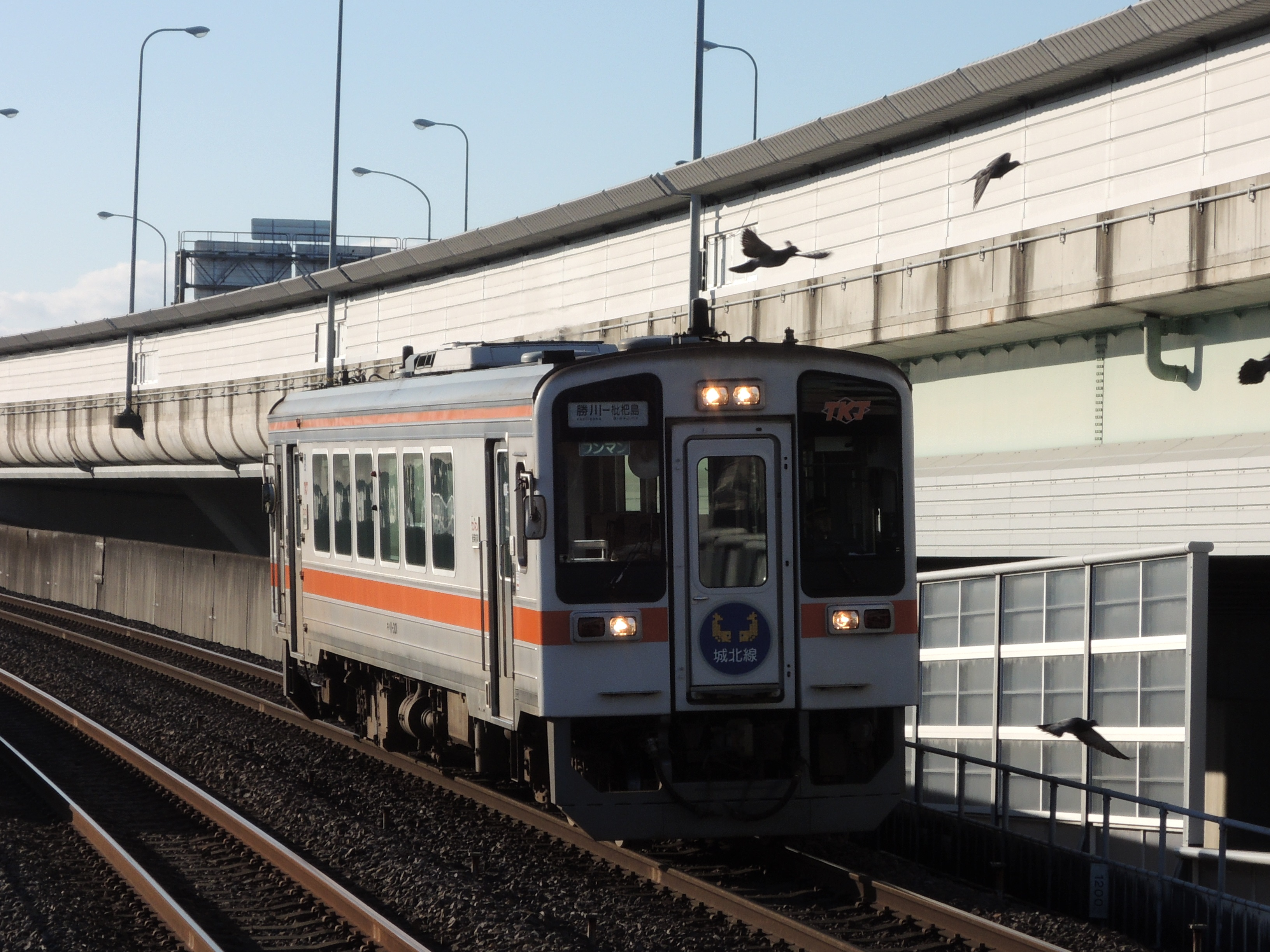
Série KiHa 11-301